# Praia do Boi
A Praia do Boi é uma praia do Arquipélago de São Tomé e Príncipe, localiza-se a Este da ilha do Príncipe na vasta baía entre a Ponta da Telha e a Ponta da Cana, próxima ao local da Nitreira e da Bela Vista, junto à Praia Periguito.